# اماجلیج
اماجلیج (به لاتین: Amajlije) یک منطقهٔ مسکونی در بوسنی و هرزگوین است که در جمهوری صرب بوسنی واقع شده‌است.